# 二重門

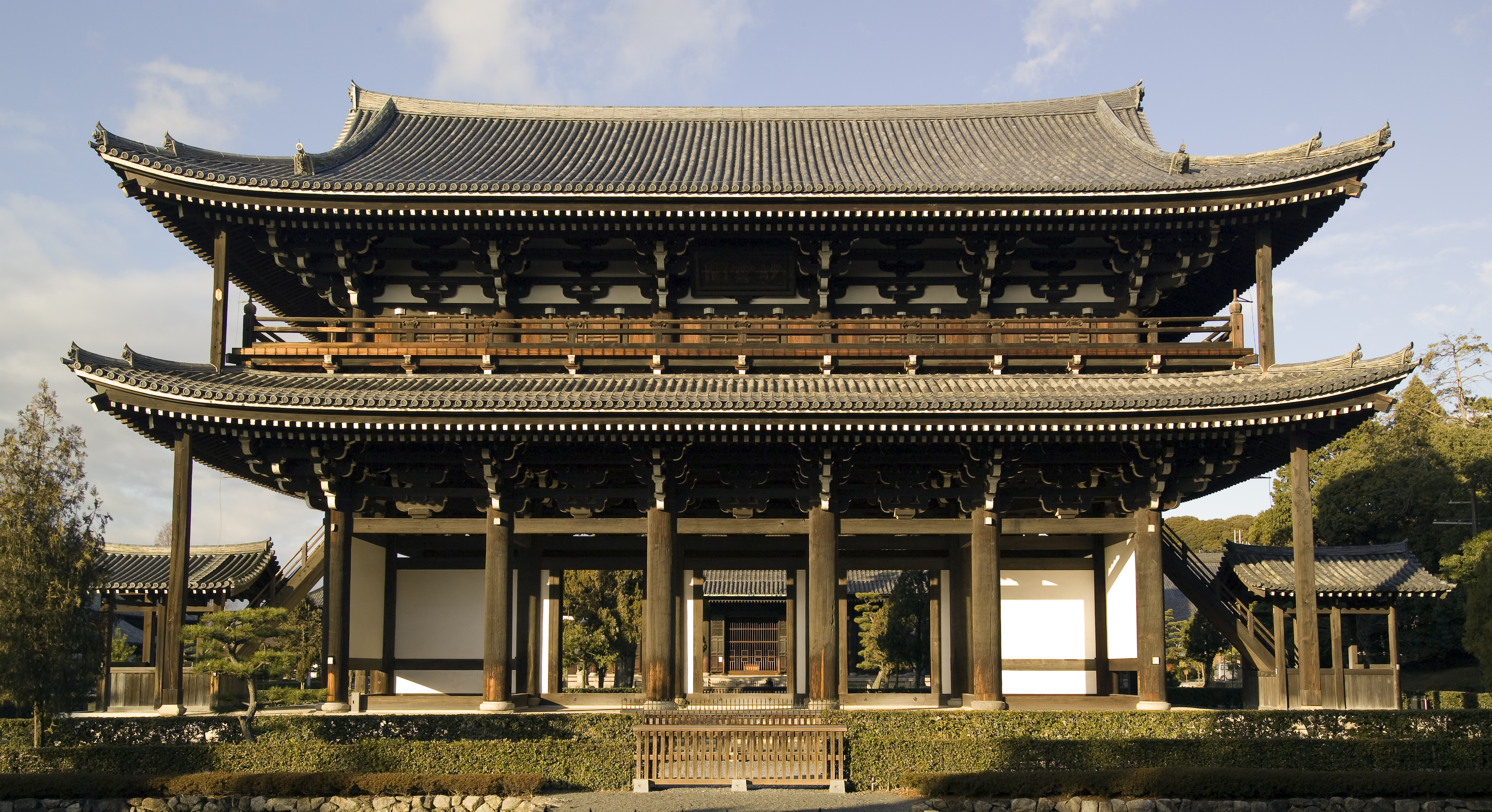
二重門の例。東福寺の三門。

二重門（にじゅうもん）とは、2021年現在日本で使われている2種類の2階建の門の一つである。なお、もう1種類は楼門である。二重門は、ほとんどの日本の寺院に見られる。二重門は、楼門と異なり、2階の任意の地点から鉛直下向きの半直線を下ろすと必ず1階の上の屋根を通るために、他の似た種類の門と区別できる。すなわち、一まとまりの組物が1階と2階両方の庇を支えているというわけである。なお、楼門では、持ち送りが縁側を支えている。組物は通常、3段構造になっており（三手先）、3段目に垂木がある。二重門は通常、入母屋造の屋根で覆われている。
楼門は2階に行くことができず、2階を使うこともできないのに対し、二重門には2階に行くための階段がある。端に2間x1間の山廊二つがあり、そこに階段が収容されている二重門もある。二重門の2階には通常、釈迦か観音の仏像、十六羅漢があり、定期的な宗教行事もここで開かれる。大きな二重門は幅5間、深さ2間の大きさで、入口も3か所にある。しかし、徳川家の菩提寺である東京都の増上寺には5間x3間の門がある。より小さな二重門は3間x2間の大きさで、1-3か所の入り口を持つ。
全ての寺院の門の種類の中でも、二重門は最も高貴なものであるため、法隆寺のような古代の寺の中門といった、重要な門に使われている。 三門は最も高貴な禅寺の門であるが、これも通常二重門である。いくつかの二重門が中門と呼ばれるのは、入口と寺の間にあるためである。